# ジグソーパズル (Hilcrhymeの曲)
「ジグソーパズル」は、日本のヒップホップユニット・Hilcrhymeの通算11枚目のシングル。2012年9月12日にユニバーサルJから発売された。

## 概要
- 「音龍門」9月エンディングテーマ
- 「音楽ノチカラ」9月度エンディングテーマ
- 「タカトシ牧場」9月度エンディングテーマ
- 「チャートバスターズR」9月度エンディングテーマ
- 初回限定盤のみ「ジグソーパズル」のPVを収録したDVDがつく。

## 収録曲
1. ジグソーパズル（作詞：TOC、作曲：TOC & DJ KATSU、編曲：DJ KATSU）　（4：05）
2. Technical（作詞：TOC、作曲：TOC & DJ KATSU、編曲：DJ KATSU）　（3：52）
3. ジグソーパズル -KARAOKE ver.-（作詞：TOC、作曲：TOC & DJ KATSU、編曲：DJ KATSU）　（4：06）

| スタブアイコン | サブスタブ | この項目は、まだ閲覧者の調べものの参照としては役立たない、シングルに関連した書きかけの項目です。この項目を加筆・訂正などしてくださる協力者を求めています（P:音楽/PJ:楽曲）。 |